# Renealmia congolana
Renealmia congolana är en enhjärtbladig växtart som beskrevs av De Wild. och Théophile Alexis Durand. Renealmia congolana ingår i släktet Renealmia och familjen Zingiberaceae. Inga underarter finns listade i Catalogue of Life.